# Cataglyphis bicolor
Cataglyphis bicolor är en myrart som först beskrevs av Fabricius 1793.  Cataglyphis bicolor ingår i släktet Cataglyphis och familjen myror.

## Underarter
Arten delas in i följande underarter:
- C. b. adustus
- C. b. basalis
- C. b. bellicosus
- C. b. bicolor
- C. b. congolensis
- C. b. oasium
- C. b. protuberatus
- C. b. pubens
- C. b. rufiventris
- C. b. seticornis
- C. b. sudanicus

## Bildgalleri

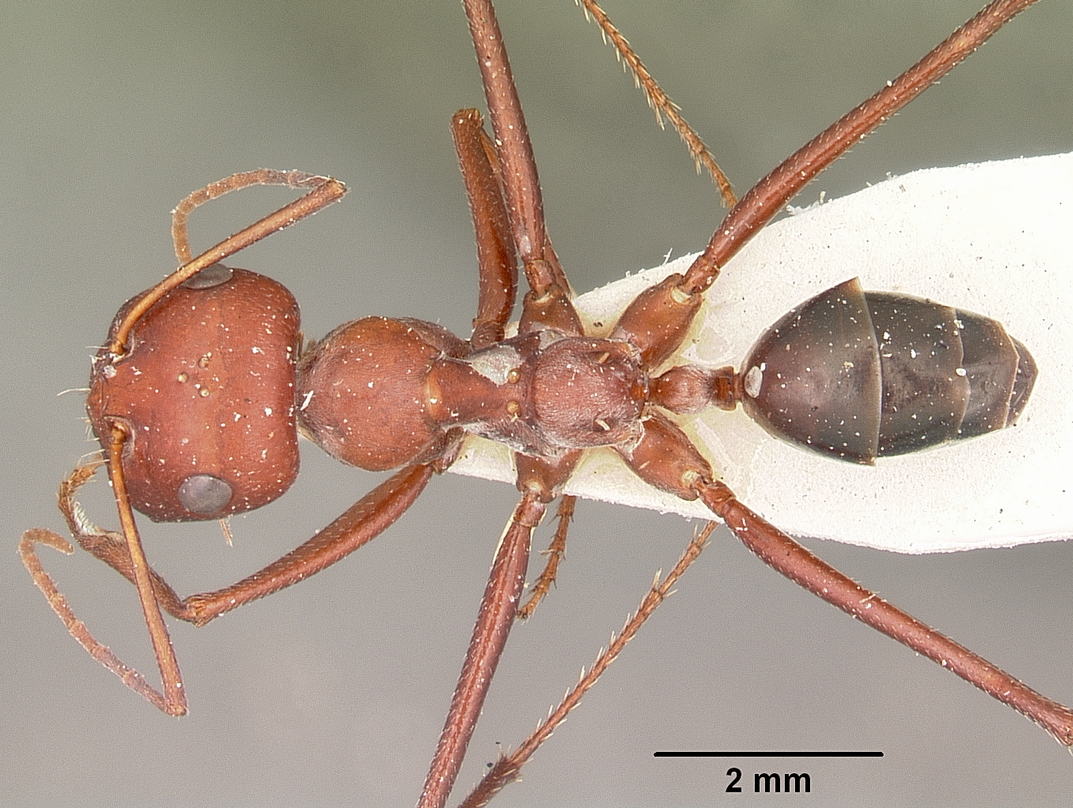
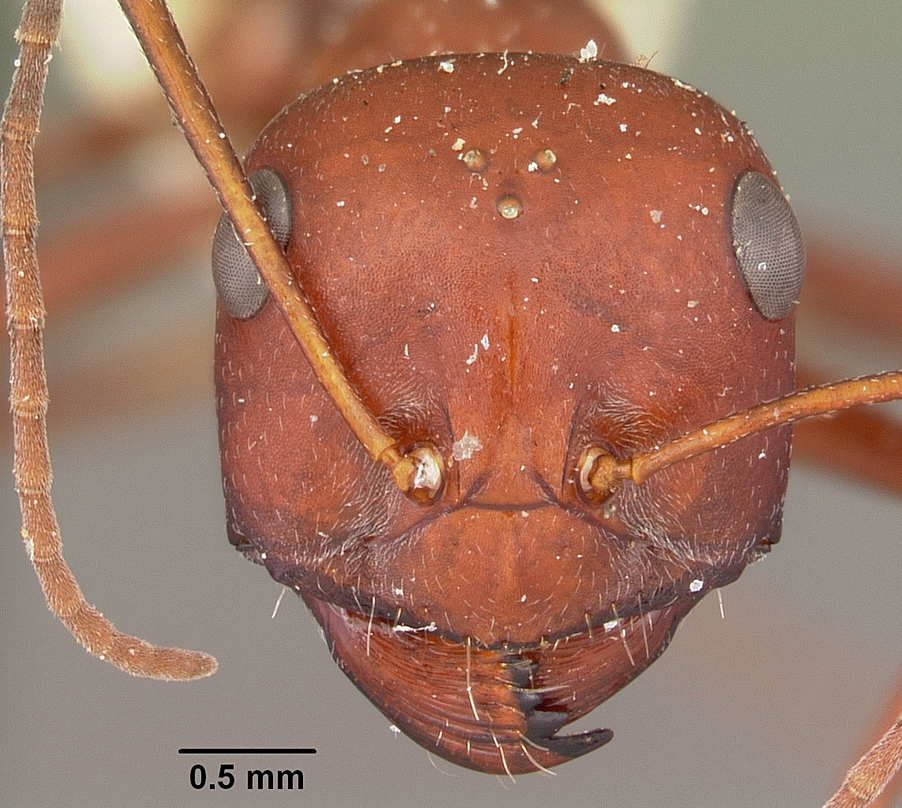
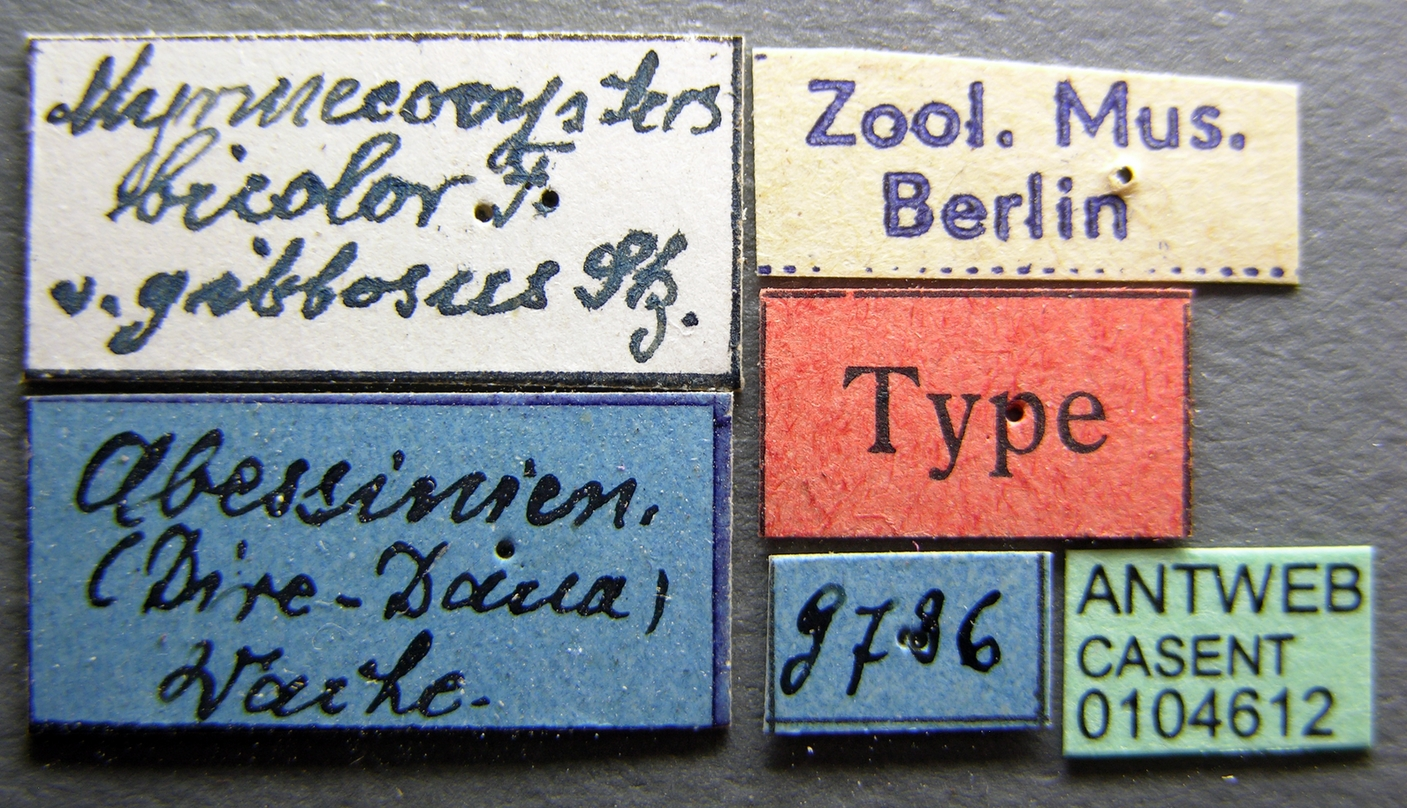
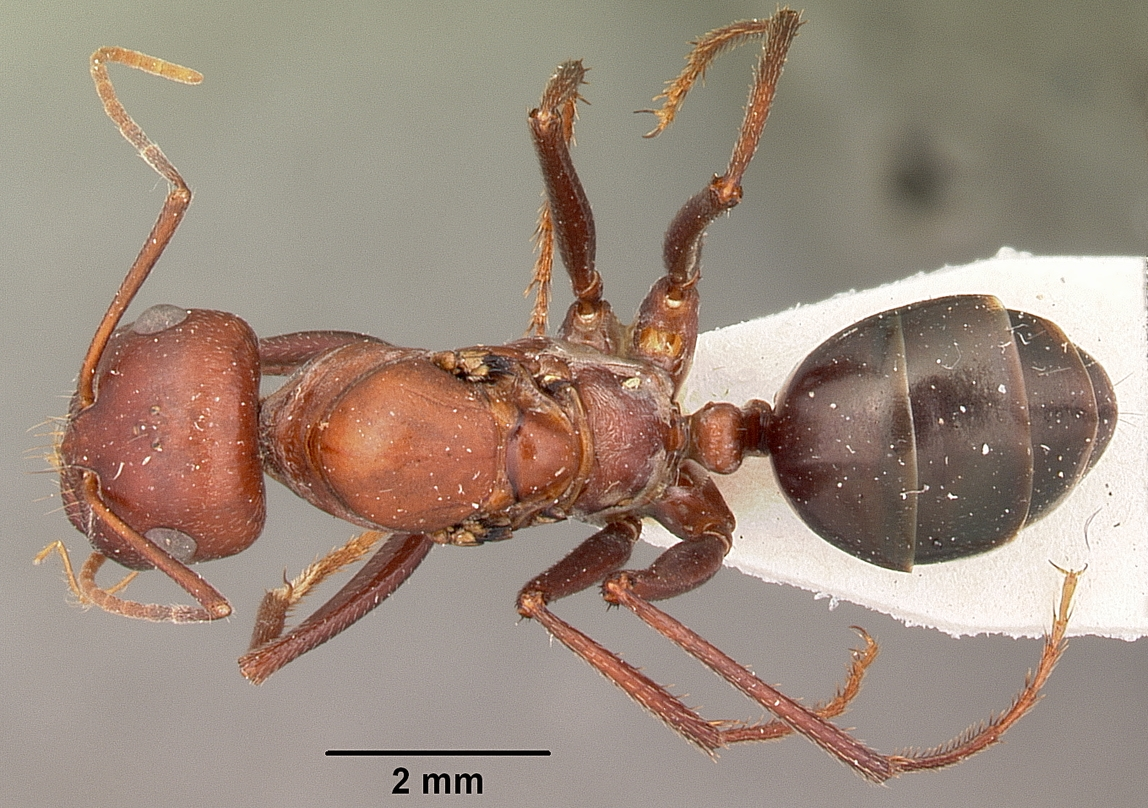
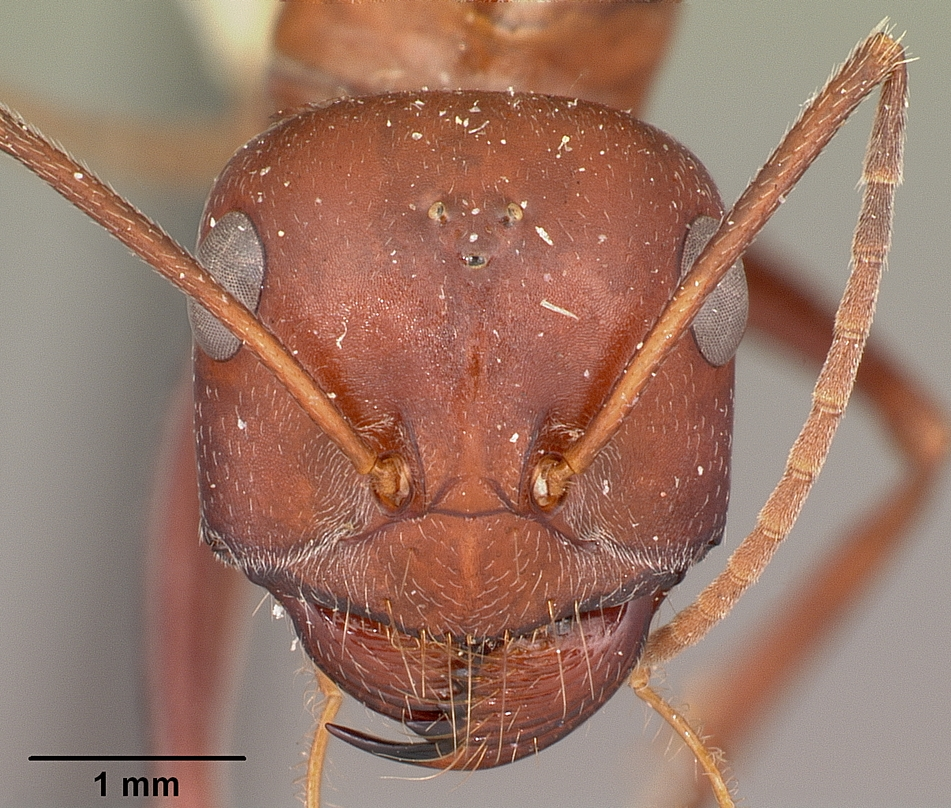
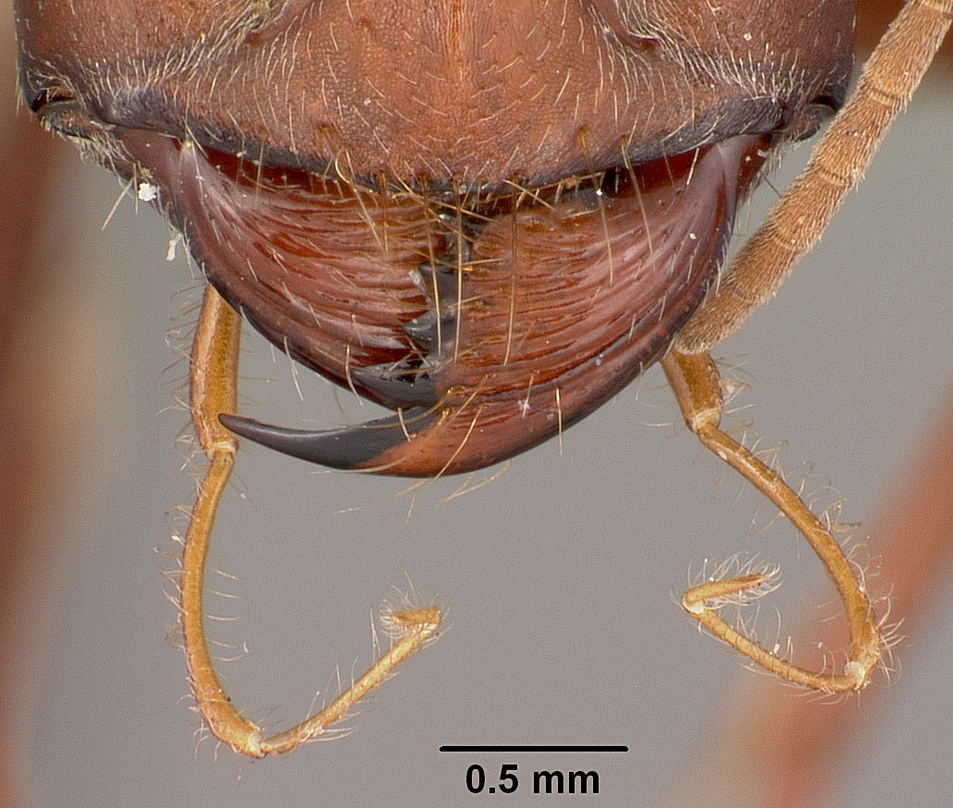